# 要劇田
要劇田（ようげきでん）とは、平安時代に諸司に配分して、その官司の要劇料・番上粮の財源に充てた田地のこと。後者のための田地の場合には、要劇番上粮田（ようげきばんじょうりょうでん）とも呼ばれた。

## 概要
元慶3年（879年）に設置された官田（「元慶官田」）のうち、畿内に設置されていた一部を2年後の元慶5年（881年）に諸司に配分してその収穫稲をもって要劇料などに充てさせた。これは要劇料の財源とされていた諸国の年料舂米が地方財政の崩壊に伴って中央に入ってこなくなったことによるものとされている。それでも、太政官や財政関連官司では大炊寮からの年料舂米支給を維持しようとしたが、次第に要劇田設置へ移行していき、各官司が独自の財源を有する体制に移行するようになる。後に要劇田は他の官司所有の田地とともに諸司田と呼ばれるようになった。